# Holzbiologie
Holzbiologie ist ein Teilbereich der Botanik sowie der Holzforschung und befasst sich mit biologischen Fragen des Holzes im lebenden Baum und im Nutzholz.  
Der Bereich umfasst die Gebiete Holzanatomie, Physiologie (Wachstum und Stoffwechsel) und Holzpathologie (holzzerstörende Pilze und Insekten). Holzbiologische Forschung wird u. a. am Zentrum Holzwirtschaft der Universität Hamburg, am Institut für Holzbiologie und Holztechnologie der Universität Göttingen, am Institut für Holzforschung der Universität München sowie am Institut für Holzforschung an der Universität für Bodenkultur Wien betrieben. 